# Mathé Altéry
Mathé Altéry, nata Marie-Thérèse Altare (Parigi, 12 settembre 1927), è un soprano francese.
Figlia del tenore Mario Altare, è stata famosa negli anni cinquanta e sessanta per le sue interpretazioni nel genere dell'operetta e della canzone francese.

## Carriera
Cominciò la sua carriera di cantante a Cherbourg-Octeville, Manche, Bassa Normandia, dove all'epoca lavorava suo padre.
Dopo avere studiato musica classica, Altéry esordì come corista al Théâtre du Châtelet di Paris, nell'operetta Annie du Far-West.
Nel 1956 Altéry rappresentò la Francia nella prima edizione dell'Eurovision Song Contest con la canzone Le temps perdu (Il tempo perduto). In quell'occasione venne reso noto solo il primo posto, per cui non è nota la posizione in cui si classificò il suo brano.
Altéry è nota anche per aver doppiato in francese le parti cantate di Audrey Hepburn in My Fair Lady (1964) e quelle di Julie Andrews in Tutti insieme appassionatamente (1965, doppiato in Francia nel 1966).